# Ореховое (озеро, Витебская область)
Оре́ховое (бел. Арэ́хавае) — озеро в Городокском районе Витебской области Беларуси. Относится к бассейну реки Усыса, протекающей через водоём.

## Описание
Озеро Ореховое расположено в 1 км к юго-западу от города Городок. Высота зеркала над уровнем моря составляет 165,5 м. Через водоём протекает река Усыса. Выше по её течению находится озеро Луговое, ниже — озеро Щербаковское.
Площадь зеркала составляет 0,31 км², длина — 1,22 км, наибольшая ширина — 0,35 км. Длина береговой линии — 3,45 км. Наибольшая глубина — 6,2 м, средняя — 2,35 м. Объём воды в озере — 0,73 млн м³.
Котловина озера вытянута с запада на восток и окаймлена лесом. Берега низкие, поросшие деревьями и кустарником, на юге местами заболоченные. Мелководье песчаное, преимущественно узкое. На глубине дно илисто-песчаное и сапропелистое.
Зарастание озера незначительно. В воде обитают лещ, щука, плотва, линь, краснопёрка, окунь и другие виды рыб.